# Gillespie Gap
Pour les articles homonymes, voir Gillespie.
Le Gillespie Gap est un col routier des montagnes Blue Ridge situé dans l'État de Caroline du Nord, aux États-Unis, à la limite du comté de McDowell et du comté de Mitchell. Franchi à 855 mètres d'altitude par la North Carolina Highway 226 dans la direction nord-sud, il voit aussi le passage de la Blue Ridge Parkway et de l'Overmountain Victory National Historic Trail dans la direction est-ouest. Col à la frontière nord-ouest de la forêt nationale de Pisgah, il accueille plusieurs constructions, dont le Museum of North Carolina Minerals.